# Mistrzostwa Świata w Łucznictwie 1939
9. Mistrzostwa Świata w Łucznictwie odbyły się 31 lipca – 5 sierpnia 1939 w Oslo w Norwegii. Były to ostatnie mistrzostwa przed 7-letnią przerwą spowodowaną II wojną światową. Organizatorem była Międzynarodowa Federacja Łucznicza.
Polska wywalczyła 3 medale. Złoto indywidualnie wywalczyła Janina Kurkowska, przed Natalia Szczycińską. Razem z Krystyną Guzianką zdobyły także złoto w drużynie.

## Medaliści

### Strzelanie z łuku klasycznego
| Konkurencja            | Złoto                                                               | Srebro                                                                              | Brąz                                                         |
| Indywidualnie kobiet   | Janina Kurkowska                                                    | Natalia Szczycińska                                                                 | Louise Nettleton                                             |
| Indywidualnie mężczyzn | Roger Béday                                                         | Gaston Questemann                                                                   | A. H. Mole                                                   |
| Drużynowo kobiet       | Polska · Janina Kurkowska · Natalia Szczycińska · Krystyna Guzianka | Wielka Brytania · Louise Nettleton · Luisa Sandford · Norah Weston-Martyr · Lindner | Szwecja · Lisa Heilborn · Julia Stranne · Tina Kjellson      |
| Drużynowo mężczyzn     | Francja · Roger Béday · Gaston Questeman · Pierre Felbacq           | Wielka Brytania · A.H. Mole · C.J. Smith · Sparrow · Schofield                      | Szwecja · Gunnar Källström · Henry Kjellson · Jan Kjellander |

## Klasyfikacja medalowa
| Lp. | Państwo         | Złoto | Srebro | Brąz | Razem |
| 1.  | Francja         | 2     | 1      | 0    | 3     |
| 1.  | Polska          | 2     | 1      | 0    | 3     |
| 3.  | Wielka Brytania | 0     | 2      | 2    | 4     |
| 4.  | Szwecja         | 0     | 0      | 2    | 2     |